# Ляхович, Николай Васильевич
Николай Васильевич Ляхович (род. 30 мая 1926 Бояны, Румыния — 22 декабря 1996 Черновцы) — советский историк, деятель образования и науки, исследователь истории Румынии, международного рабочего движения, внешней политики стран Юго-Восточной Европы, доктор исторических наук, профессор.

## Биография
В 1940—1941 гг. учился в Боянской средней школе. В 1941—1944 гг. работал разнорабочим и помогал в хозяйстве родителям. После увольнения Черновицкой области в 1944 году работал в Боянском сельском совете помощником секретаря, а затем секретарем. С марта 1946 г. работал учителем Боянской средней школы.
1949—1953 гг. учился на историческом факультете Черновицкого университета. Одновременно 1949—1953 на комсомольской работе: участвовал в освоении целинных земель Кустанайской области, куда ездил с молодежью, в строительстве шахты «Черновицкая комсомольская» в Свердловском районе Луганской области и других важных общественных и хозяйственных мероприятиях. С 1957 по 1961 г. учился в аспирантуре при Академии общественных наук при ЦК КПСС в г. Москва, где подготовил и защитил кандидатскую диссертацию «Экономическое, политическое и идеологическое сотрудничество Румынии с социалистическими странами».
1945—1956 гг., 1957—1967 гг. — на партийной работе. С марта 1967 г. работал в Черновицком государственном университете в должности проректора по заочному и вечернему обучению, а в 1974—1992 гг. — проректором по учебной работе. Работу проректора совмещал с преподаванием на кафедре новой и новейшей истории исторического факультета. 1987 г. в Институте истории АН УССР защитил докторскую диссертацию «Рабочее движение в Румынии в годы мирового экономического кризиса 1929—1933 гг.», получил ученое звание профессора. Ляховичем Николаем Васильевичем было написано 3 монографии и около 170 научных и политических статей по рабочему и профсоюзному движению Румынии в 20—40 гг. XX ст., экономическим и политическим взаимоотношениям Румынии и Советского Союза и т. д. Подготовил 7 кандидатов наук.
Избирался депутатом областного и городского Советов народных депутатов, участвовал в общественной работе. В течение 8 лет был председателем Черновицкого областного правления общества памятников истории и культуры. В течение 22 лет — председателем областного отделения общества советско-румынской дружбы. Избирался заместителем главы и членом президиума республиканского и членом правления всесоюзного общества советско-румынской дружбы. Работал внештатным лектором общества «Знания», участвовал в подготовке отдельных документов по советско-румынским отношениям и истории Буковины и в проведении других важных политических мероприятий в области.

## Награды
Орден «Трудового Красного знамени»
Орден «Знак почета»
Медаль «За отличие в охране государственной границы СССР»
Медаль «За доблестный труд»
Медаль «В ознаменование 100-летия со дня рождения Владимира Ильича Ленина»